# LOL 파크
LoL 파크(LoL Park)는 서울특별시 종로구 종로 33 그랑서울에 위치한 e스포츠 경기장이다. 라이엇 게임즈가 리그 오브 레전드 챔피언스 코리아 경기를 진행하기 위해 건립하였다.

## 역사
2017년, 라이엇 게임즈는 리그 오브 레전드 챔피언스 코리아 전용 경기장인 가칭 LCK 아레나를 건립하겠다고 발표했다. 발표 1년후인 2018년, 라이엇게임즈는 리그 오브 레전드 전용공간을 내세우며 LOL 파크를 공개했다. 롤 파크는 400석의 좌석에 500명을 수용할 수 있는 크기이다. 라이엇 게임즈는 2029년까지의 롤파크 임대 계약이 완료되었다고 발표했다.
2019 스프링 시즌부터 롤파크에서 리그 오브 레전드 챔피언스 코리아 경기가 치러지게 되었다. 2019년 1월 16일에 치러진 SKT T1과 진에어 그린윙스간의 스프링 개막전에서 롤파크 개장 경기를 치렀다.
코로나-19 유행으로 인해 2020 스프링 도중 리그가 온라인으로 재개되면서 롤파크에서 경기가 열리지 않게 되었다. 2020 서머 시즌 잠시 롤파크로 돌아왔지만 다시 온라인으로 전환되었으며 2021 스프링 시즌은 시즌 내내 온라인으로 진행되었다. 2021 서머 시즌 개막을 앞두고 코로나-19 유행이 완화되자 롤파크에서 경기가 진행되게 되었으며 1년여만에 관중을 받게 되었다. 하지만 2021년 7월, 코로나-19가 재유행하자 다시 무관중으로 전환되었다. 2022 스프링 시즌을 앞두고 LCK가 다시 유관중 경기로 전환됨에 따라 다시 관중을 받게 되었다.
리그 오브 레전드 월드 챔피언십 2023이 대한민국에서 개최가 됨에 따라 플레이인 경기가 치러지게 되었다. 또한 대회 직전 EMEA와 LCS의 마지막 진출권을 가리는 WQS 경기 역시 개막 전날에 롤파크에서 경기가 치러지게 되었다.

## 부대시설
롤파크 내부에는 리그 오브 레전드 전용 경기장 외에 휴식을 위한 카페 공간이 존재한다. 또한 라이엇 게임즈의 라이엇 PC방이 위치하고 있다.

## 갤러리

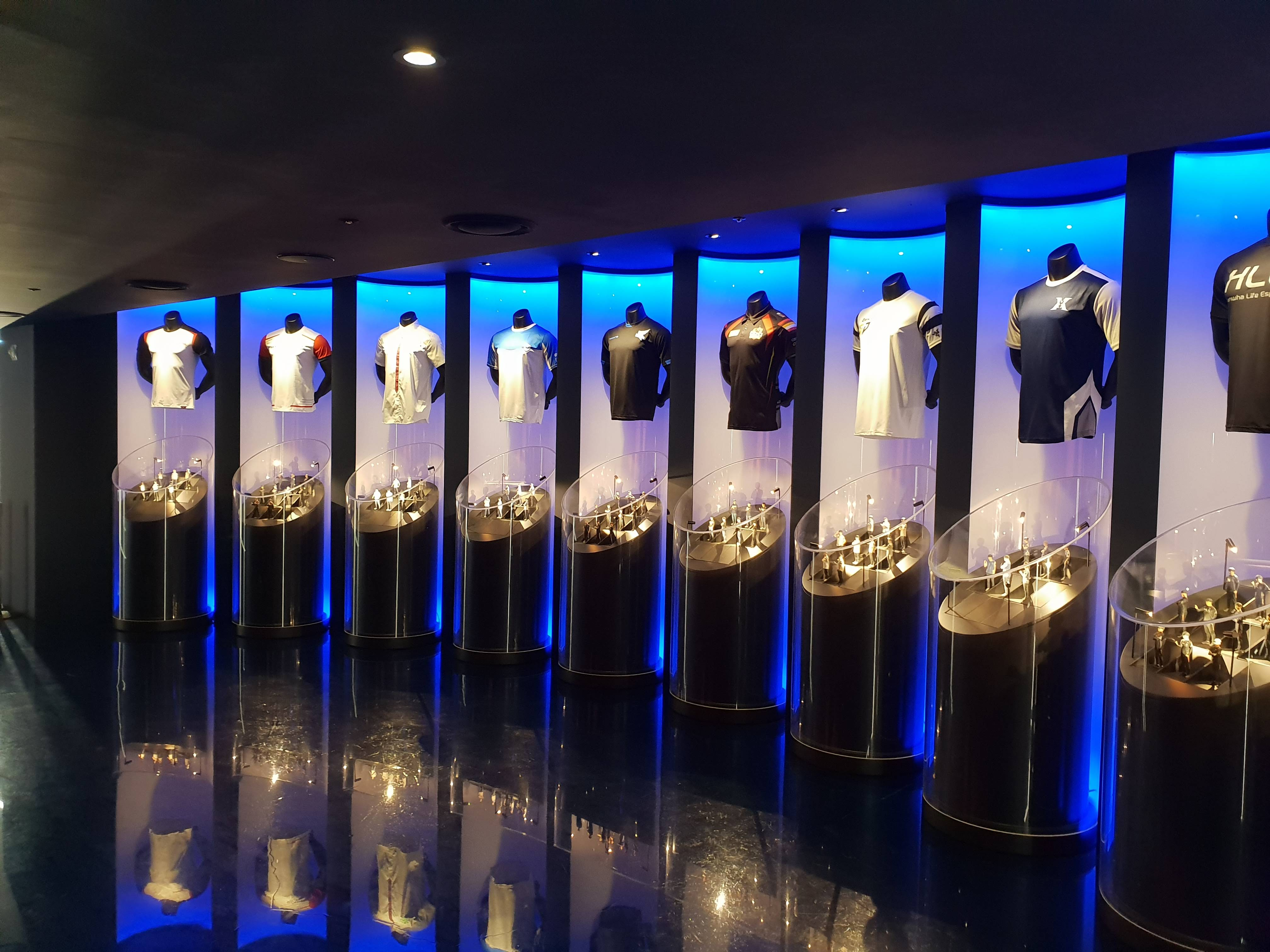
전시된 선수 유니폼
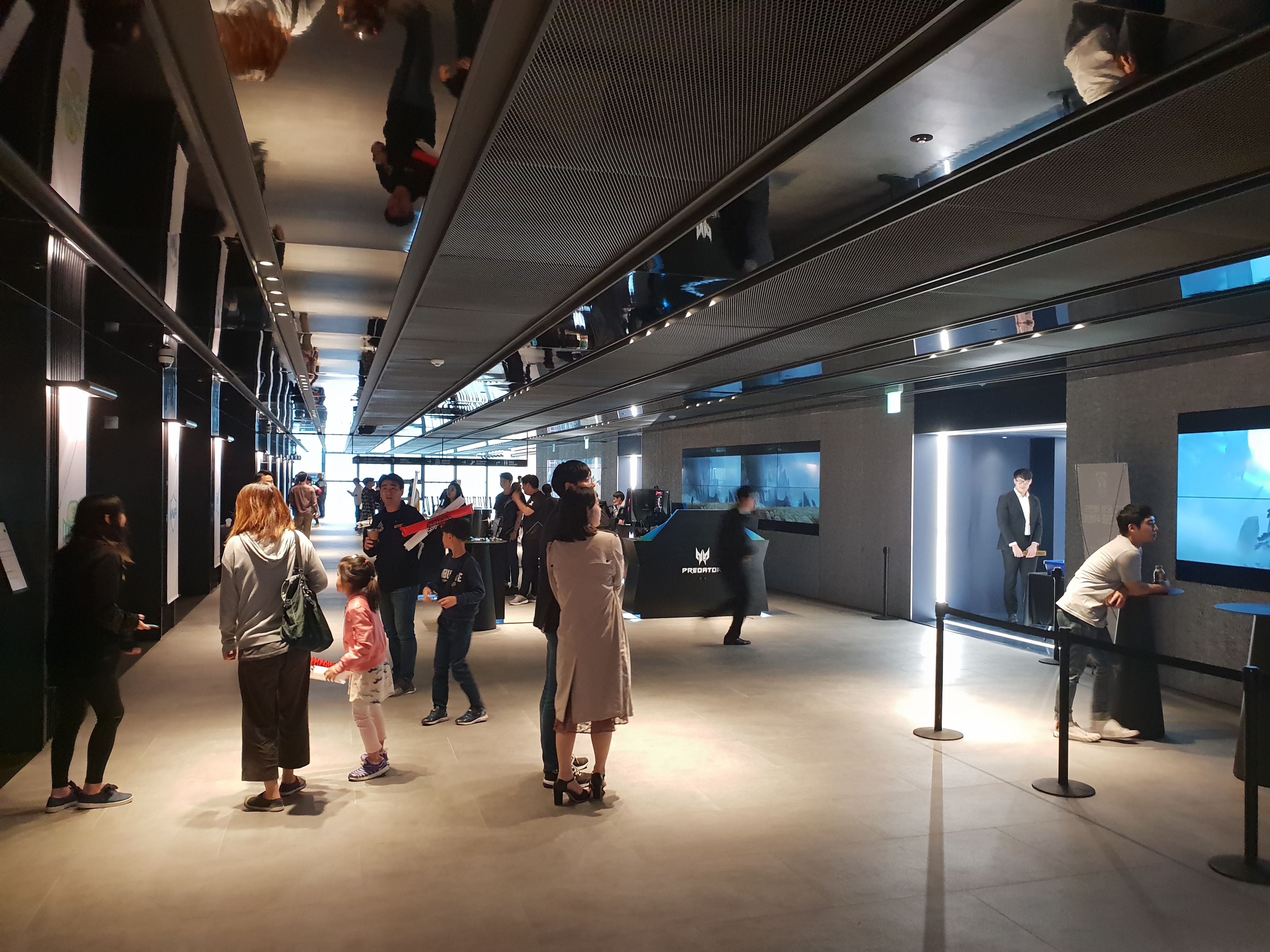
로비
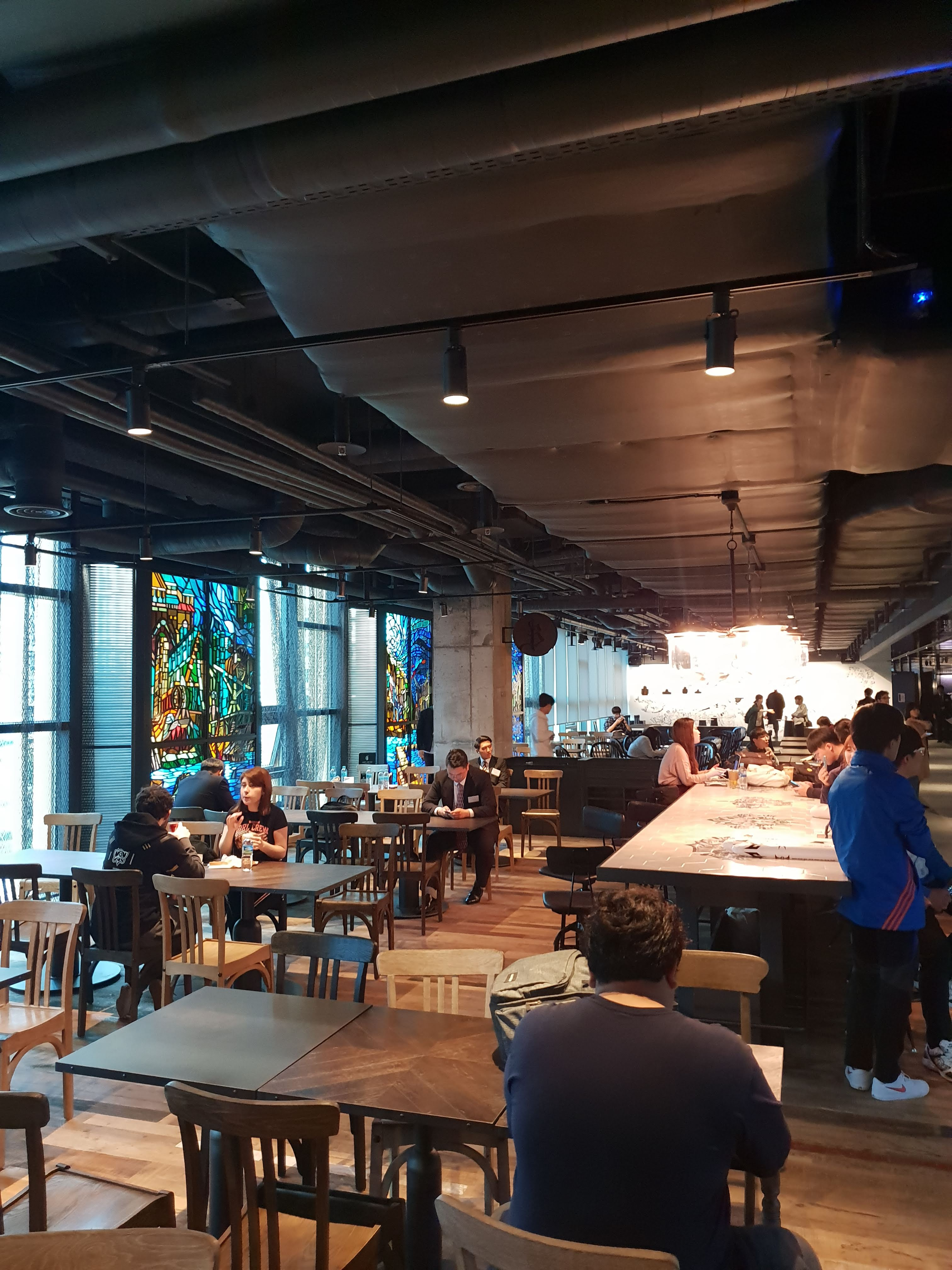
로비
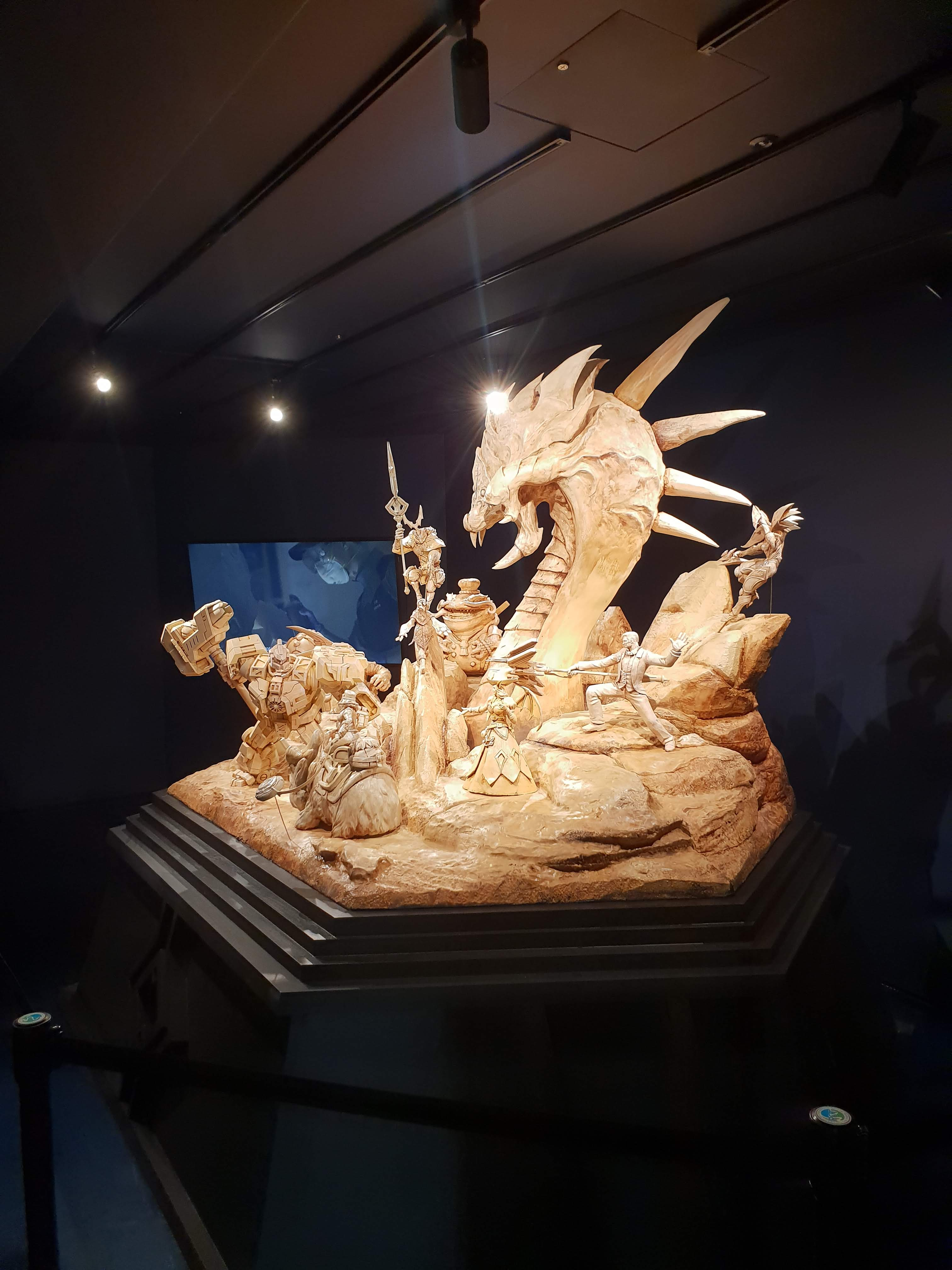
경기장 내부에 위치한 석상
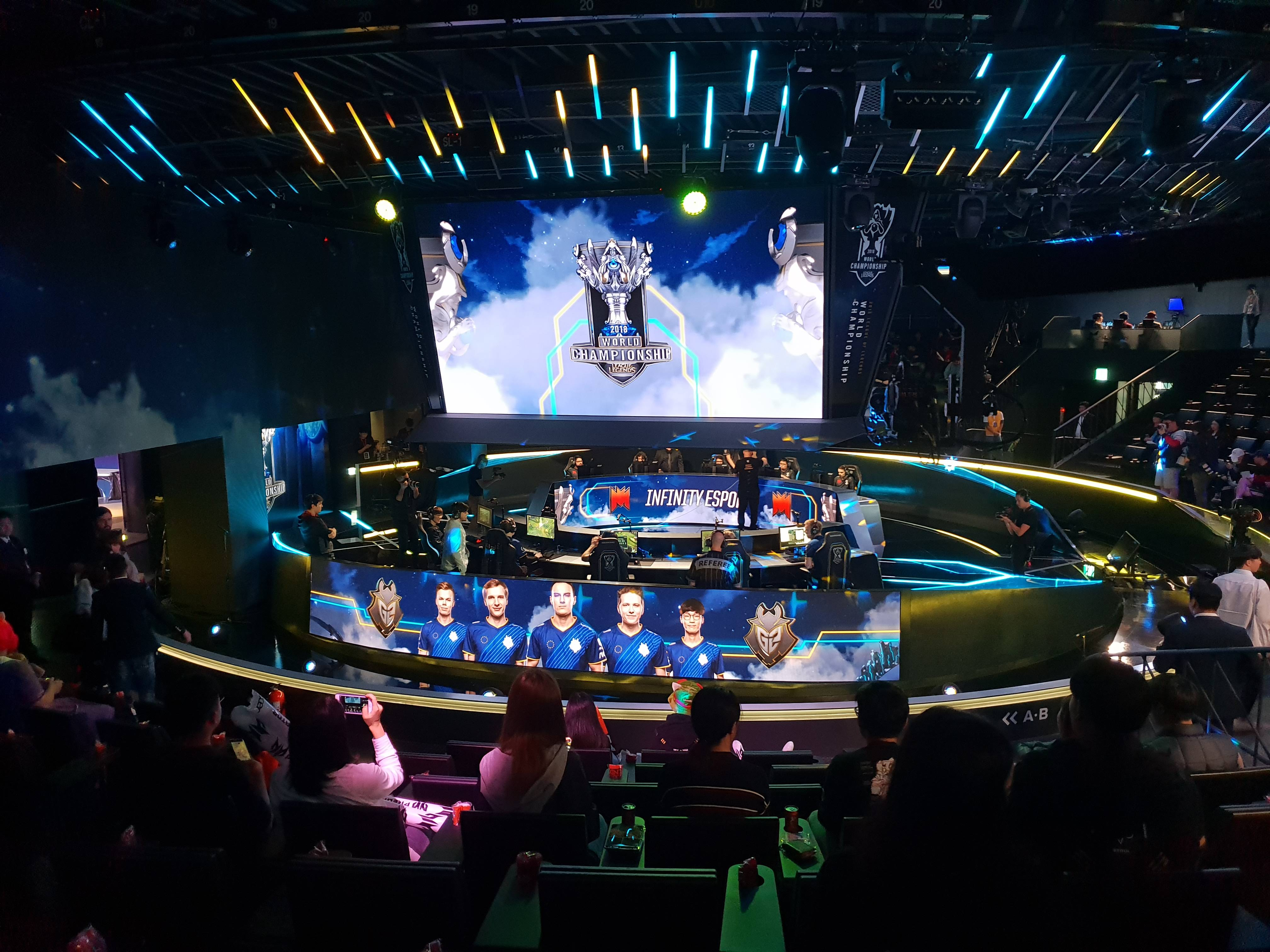
경기장
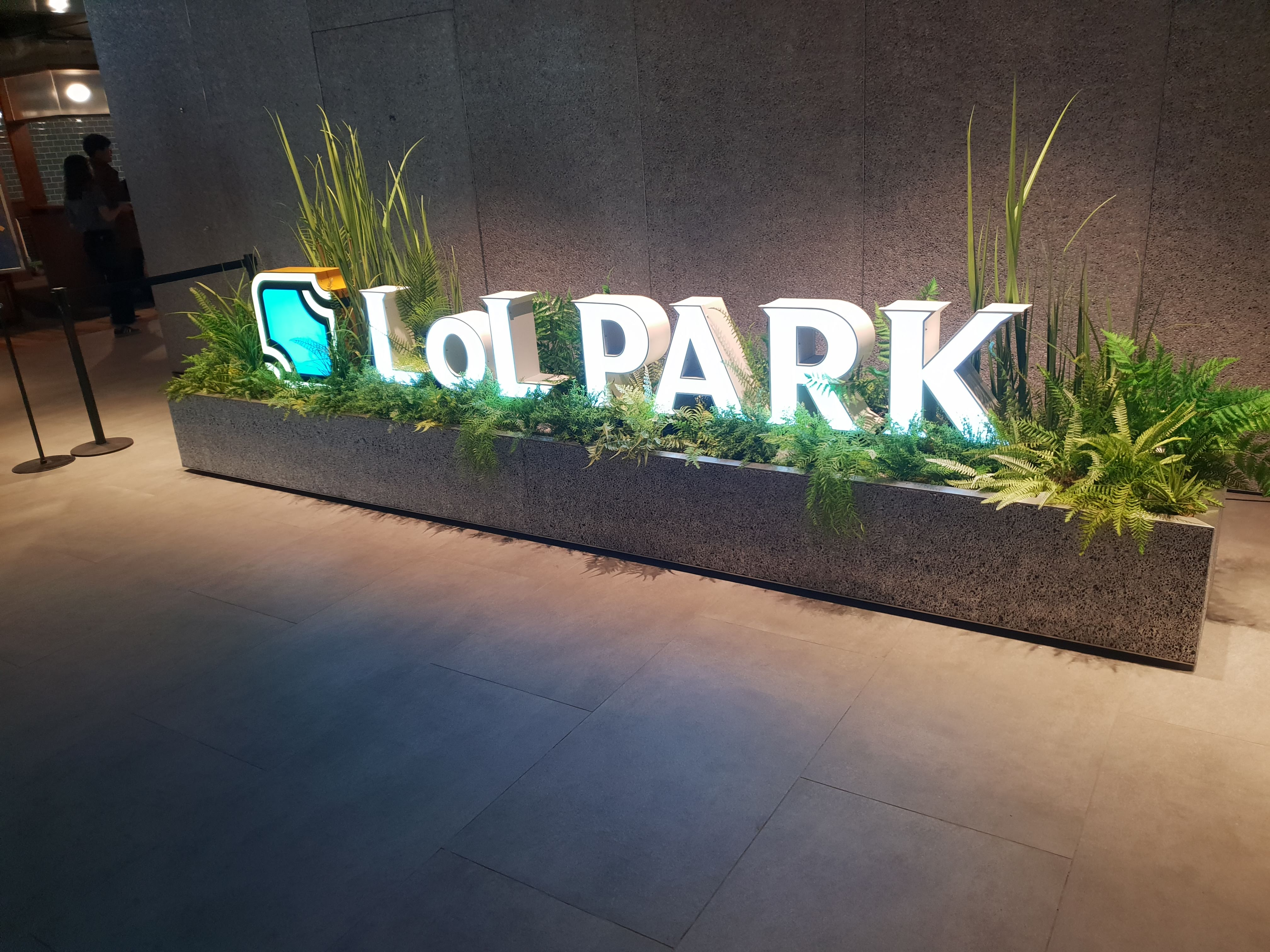
LOL 파크 로고
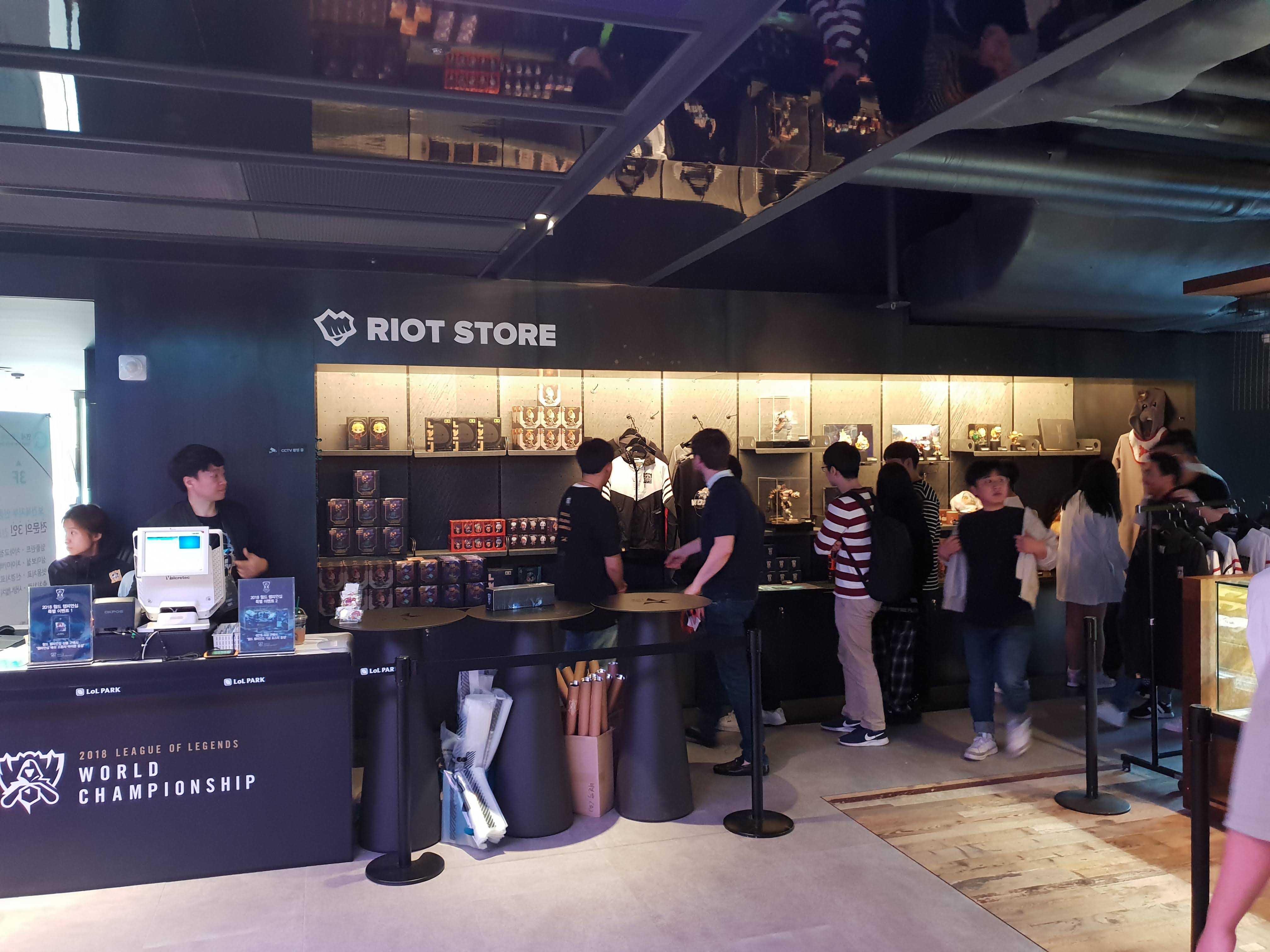
기념품 판매처
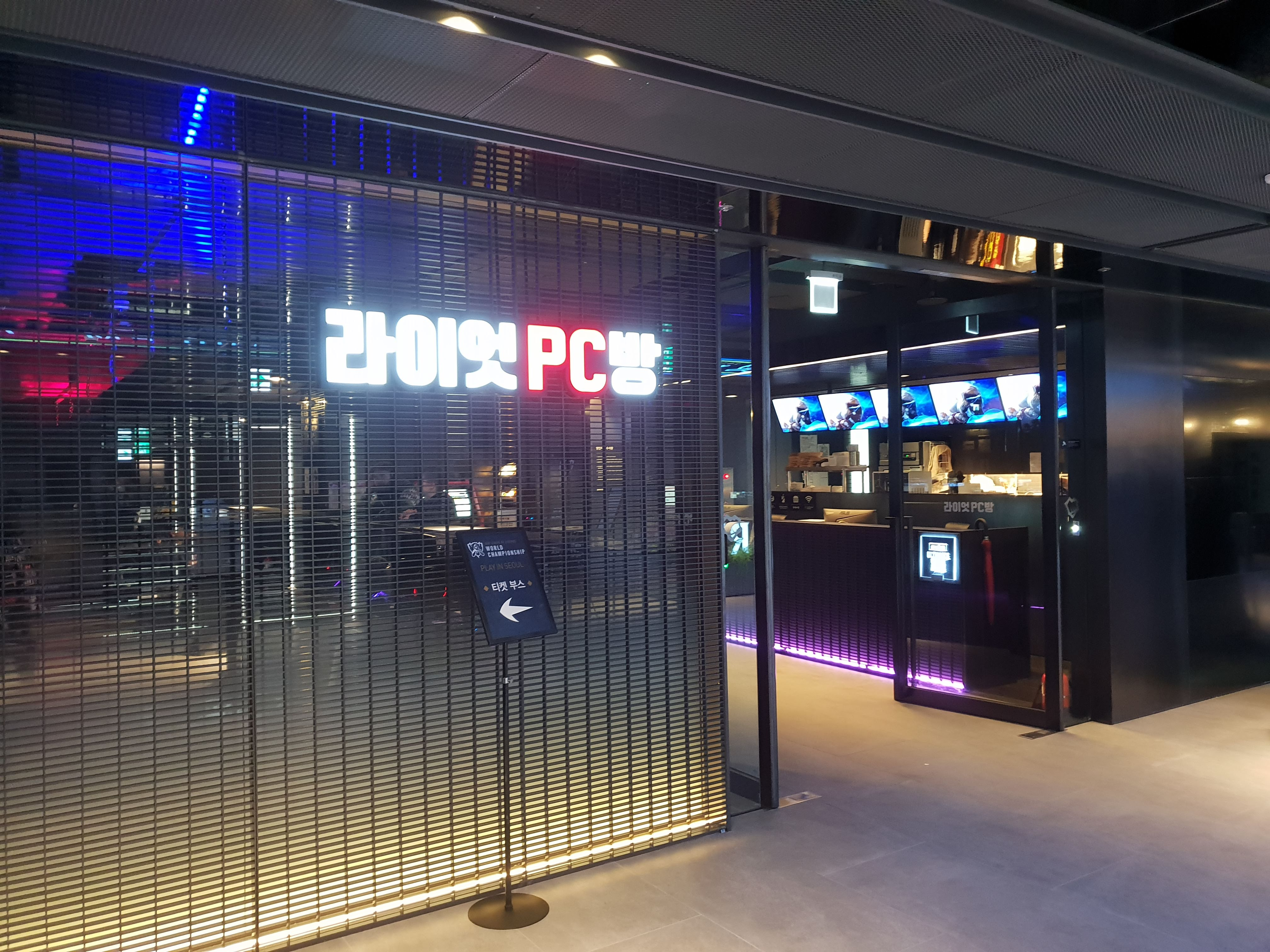
라이엇PC방
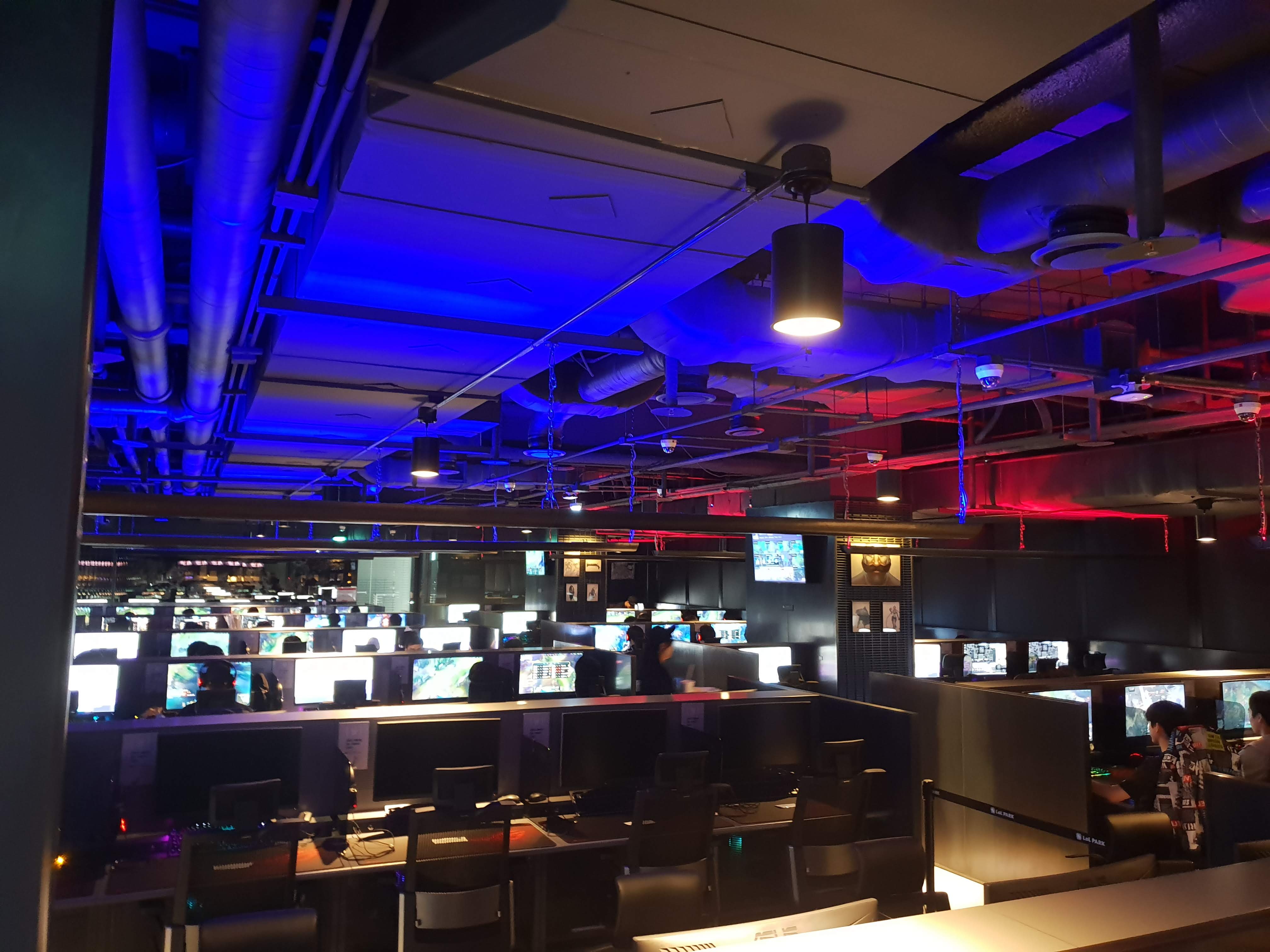
라이엇PC방
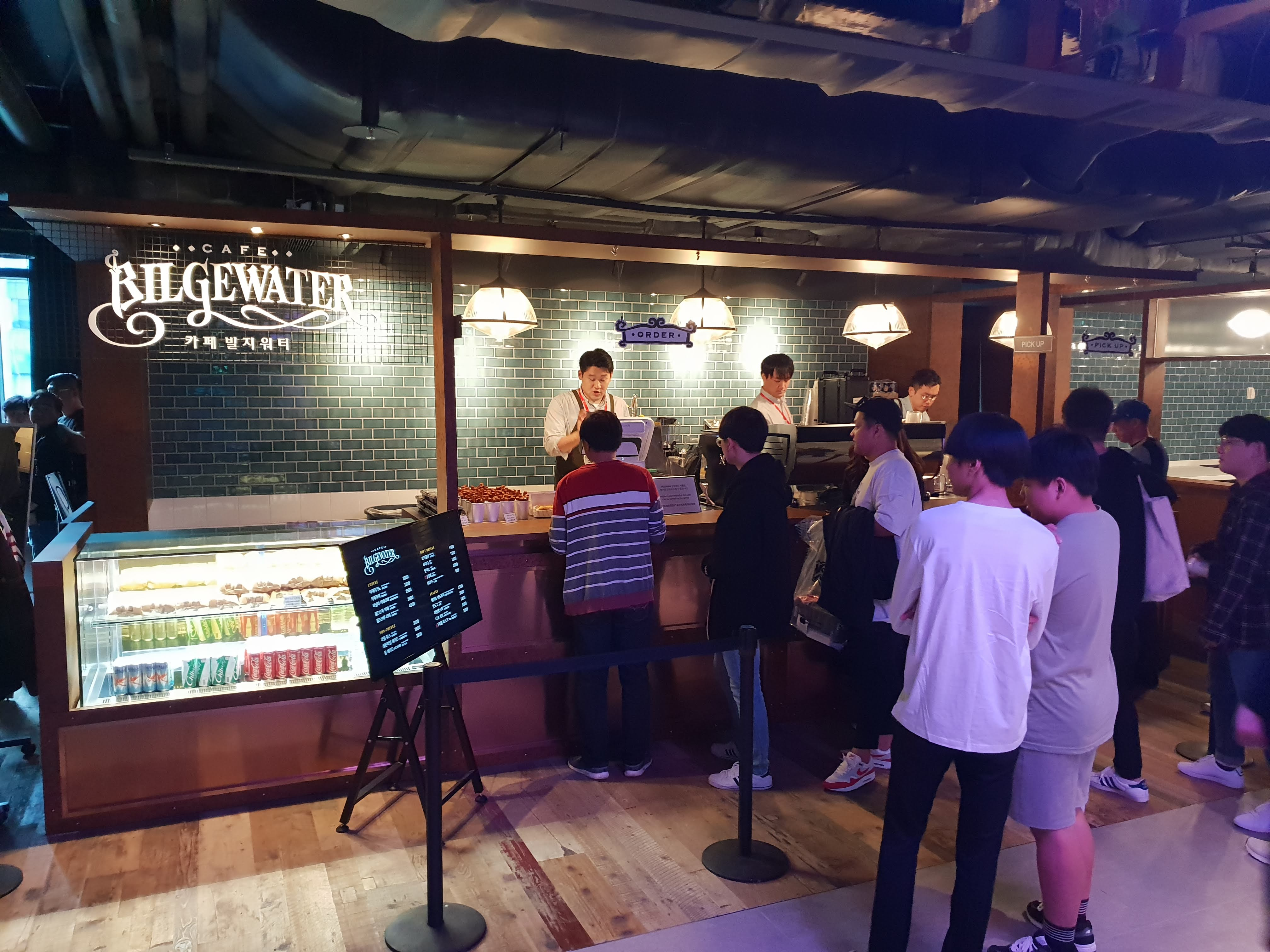
빌지워터 카페